# Свіса (річка)
Сві́са (Свеса) — річка в Україні, у межах Шосткинського району Сумської області. Ліва притока Івотки (басейн Дніпра).

## Опис
Довжина річки 20 км, похил річки — 0,80м/км,   площа басейну 384км². Долина коритоподібна. Заплава двобічна, у багатьох місцях заболочена. Річище у верхній течії слабозвивисте, у нижній — звивисте. Споруджено кілька ставків.

## Розташування
Свіса бере початок на південно-східній околиці Княжичів у місці злиття річок Смолянки і Муравейні. Тече переважно на північний захід і впадає до Івотки на північний захід від села Орлівки.
Основні притоки: Муравейня (права); Смолянка, Янівка (ліві).
Населені пункти вздовж берегової смуги: Горине, Микитівка, Свеса.

## Назва
З литовської мови šviesà перекладається як «світло». Річка протікає реліктовим периферійним регіоном поширення литовських мовних впливів.